# Zhuangjiashan
Zhuangjiashan (chinois simplifié : 庄家山村 ; chinois traditionnel : 莊家山村 ; pinyin : Zhuāngjiāshān Cūn) est un petit village situé dans le nord du xian de Ju, dans la province du Shandong, en République populaire de Chine.

## Géographie
Zhuangjiashan se trouve aux coordonnées 36° 00′ N, 119° 01′ E (35.9986°, 119.012°), à environ 138 mètres d'altitude.

## Histoire
En 1988, un site comportant des vestiges de la dynastie Shang (1570 av. J.-C.—1045 av. J.-C.) est découvert à une cinquantaine de mètres au sud du village.

## Politique et administration
Zhuangjiashan appartient administrativement au bourg de Dongguan (zh).